# Mar Carib
La mar Carib, també anomenada mar de les Antilles, és una massa d'aigua que és part de l'oceà Atlàntic, al sud-est del golf de Mèxic. Es tracta d'una mar continental que, al sud, banya les costes de Veneçuela, Colòmbia i Panamà; a l'oest, les de Costa Rica, Nicaragua, Hondures, Guatemala, Belize i la península del Yucatán, a Mèxic; al nord, les de les Grans Antilles (Cuba, la Hispaniola, Jamaica i Puerto Rico), i a l'est les de les Petites Antilles formant la regió del Carib. Segons les llengües parlades als territoris que l'envolten, és anomenat Mar Caribe en espanyol, Caribbean Sea en anglès, Mer des Caraïbes en francès i Caribische Zee en neerlandès.
La mar Carib té una extensió de 2.754.000 km². La màxima profunditat l'assoleix la fossa de les illes Caiman, entre Cuba i Jamaica, amb 7.500 metres sota el nivell de la mar. La costa caribenya té nombrosos golfs i badies, com ara el golf de Veneçuela, el golf de Darién, el golf de Los Mosquitos i el golf d'Hondures. L'àrea sencera banyada pel mar Carib, especialment les nombroses illes que hi ha, és coneguda simplement com el Carib.

## Etimologia
El nom Caribe (Caribe en castellà), deriva dels caribes, nom que s'aplica a l'ètnia ameríndia predominant a la regió a l'època del primer contacte amb europeus, a final del segle xv. El navegant italià Amerigo Vespucci afirmava que el terme Charaibi entre els indígenes significava homes savis i segurament va ser el mot que es van aplicar a ells mateixos quan els europeus van arribar a Amèrica.
Després del descobriment de les Índies Occidentals per Cristòfor Colom, el terme castellà Antillas (derivat de l'expressió catalana 'anti illes') fou comú per a aquest lloc; en deriva el nom de mar de les Antilles, que és el nom per a denominar la mar Carib en alguns idiomes europeus. Durant les dècades següents al descobriment, el domini espanyol d'aquesta mar fou indiscutible i, per tant, la denominació d'Antilles es va mantenir durant molts anys.

## Geologia

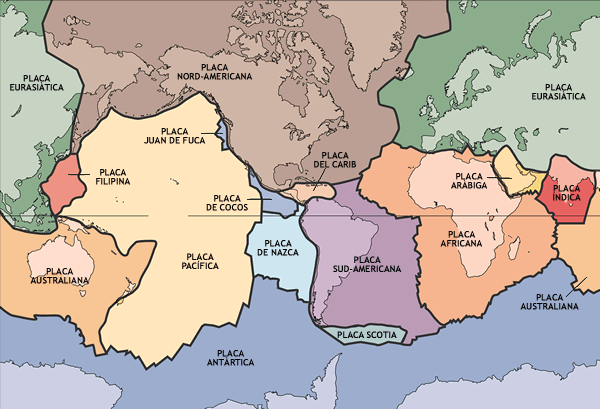
Plaques tectòniques

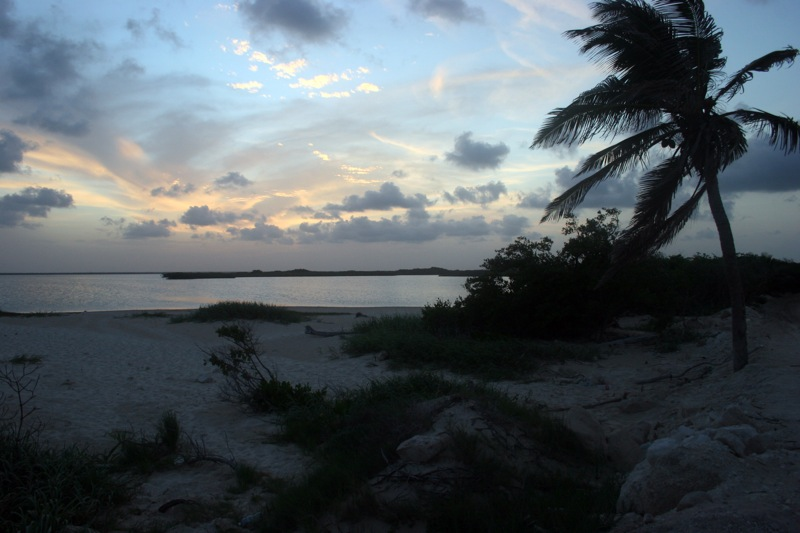
Sian Ka'an, Patrimoni de la Humanitat al Carib mexicà

La mar Carib és una mar mediterrània situada al llarg de la placa del Carib. S'estima que té una edat d'entre 160 a 180 milions d'anys i es va formar per una fractura horitzontal que va dividir el supercontinent Pangea, la qual es va esdevenir durant l'era mesozoica. La mar Carib es divideix en 5 conques oceàniques separades per algunes cadenes muntanyoses submarines. La pressió que exerceix la placa sud-americana a l'orient del Carib fa que la regió de les Petites Antilles tingui una alta activitat volcànica,. En destaquen esdeveniments com l'erupció volcànica del munt Pelé el 1902, que va ser la causar la més gran quantitat de víctimes mortals del segle xx.
L'oceà Atlàntic entra al Carib a través del Pas d'Anegada entre les Petites Antilles i les Illes Verges, i el Pas de los Vientos, entre Cuba i Haití, la qual és una important ruta entre els Estats Units i el canal de Panamà. El canal de Yucatán comunica la mar Carib amb el golf de Mèxic entre la península de Yucatán, Mèxic i l'illa de Cuba.
Els punts més profunds són la depressió de les Illes Caiman, on s'assoleixen els 7.686 metres de fondària. Malgrat això, la mar Carib és considerada una mar relativament poc profunda, en comparació amb altres grans masses d'aigua.
El sòl submarí de la mar Carib té dues fosses oceàniques: la fossa de les Caiman i la fossa de Puerto Rico, les quals mantenen l'àrea amb un alt risc de terratrèmols. Els terratrèmols submarins plantegen l'amenaça de generar tsunamis que podrien tenir efectes devastadors en totes les illes. Les dades històriques científiques revelen que durant els darrers 500 anys s'han esdevingut en l'àrea dotze terratrèmols amb una magnitud superior als 7,5 en l'escala de Richter.

## Oceanografia

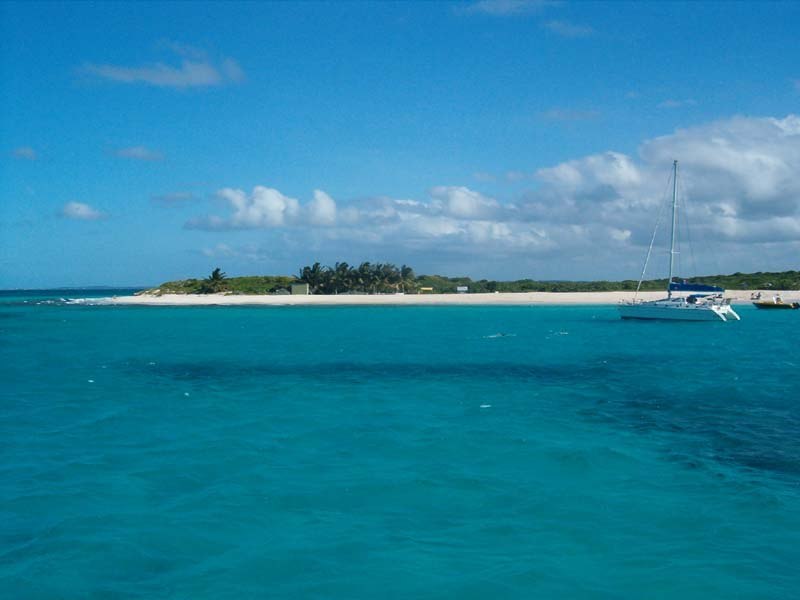
Anguilla

De mitjana, la salinitat de la mar Carib és de 35 a 36 parts per mil i la temperatura superficial mitjana és de 28 °C, mentre que en el fons de la mar, davalla fins als 4 °C.
Els corrents del Carib transporten quantitats considerables d'aigua de l'oceà Atlàntic a través dels passos orientals a les Petites Antilles, cap al nord-oest, per a sortir al golf de Mèxic a través del Canal de Yucatán. De mitjana, entre un 15 i 20 % de l'aigua de la superfície que entra cap al Carib prové de les aigües dolces dels estuaris dels rius Orinoco i Amazones, conduïdes cap al nord-oest pel Corrent Caribeny. D'altra banda, l'aigua descarregada per l'Orinoco durant els mesos de pluja genera grans concentracions de clorofil·la en la zona oriental de la mar.
En l'àrea compresa entre el nord de Colòmbia i Nicaragua es presenta durant gairebé tot l'any un corrent circular que gira en el sentit contrari a les busques del rellotge. Aquest corrent es genera per les fortes precipitacions a la regió, les quals també poden reduir la temperatura i augmentar la salinitat i la densitat de l'aigua, aportant alguns nutrients a l'aigua com nitrogen, fòsfor i altres utilitzats per les plantes.

## Hidrografia

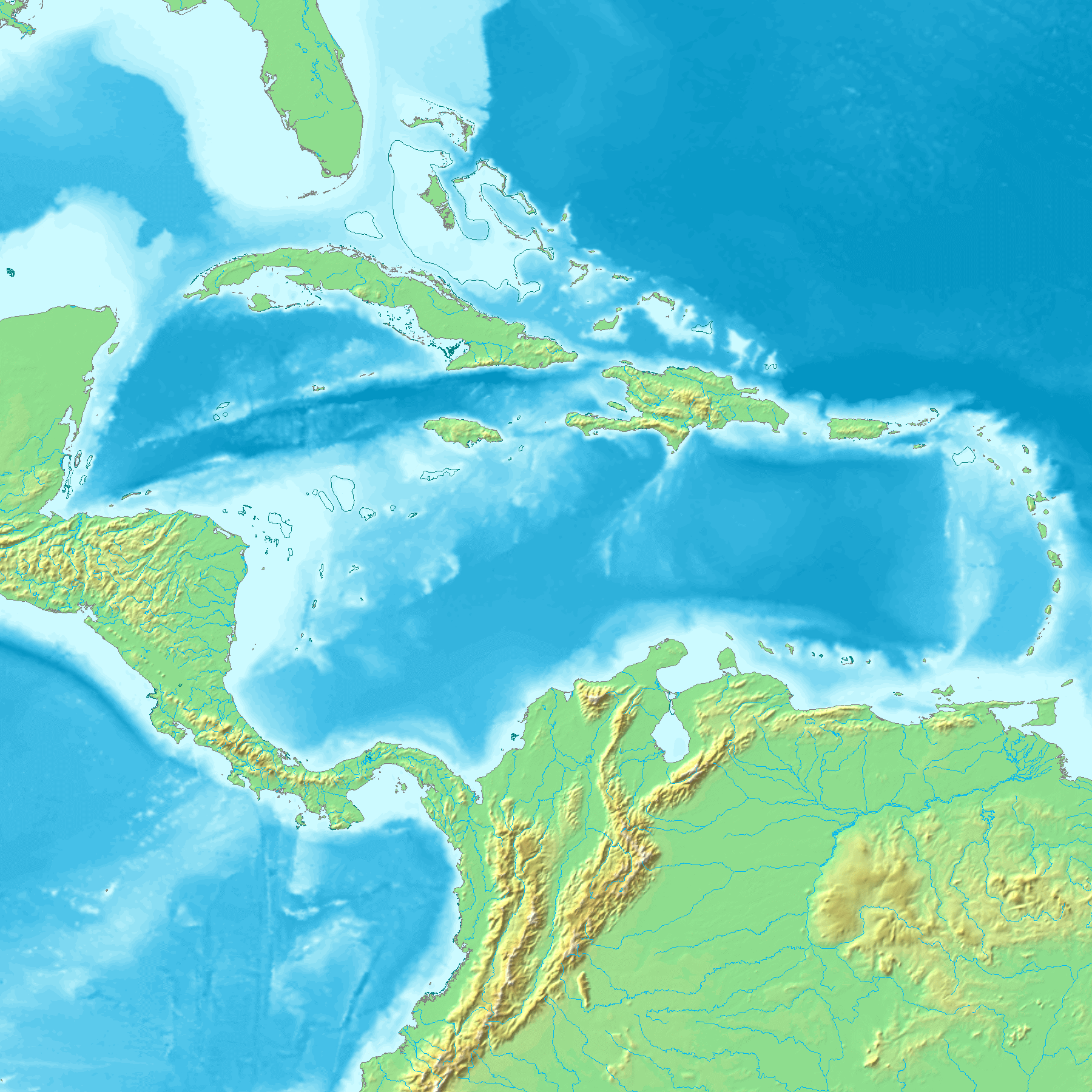
Mapa topogràfic i hidrogràfic del mar Carib

El vessant hidrogràfic de la mar Carib és un dels més extensos del món. El riu més llarg que desemboca en la mar Carib és el riu Magdalena, que, sortint del massís Colombià, travessa Colòmbia al llarg d'uns 1.540 km. El Magdalena, al seu torn, rep el cabal d'altres rius com el riu Cauca i Cesar.
Altres rius que desaigüen al Carib són: 
- Unare, Tocuyo, Catatumbo i Cham a Veneçuela;
- Ranchería, Sinú i Atrato, a Colòmbia;
- San San, Chagres (Canal de Panamà) i Changuinola, a Panamà;
- Grande, Prinzapolca i Huahua a Nicaragua;
- San Antonio a la frontera entre Nicaragua i Costa Rica, que connecta el llac Cocibolca amb el Carib;
- Segòvia, a la frontera d'Hondures i Nicaragua;
- Patuca, Sico, Aguán i Ulúa, a Hondures;
- Motagua i Dulce a Guatemala;
- Belize a Belize;
- Hondo a Mèxic;
- Caut a Cuba;
- Yaque del Sud, Ozama, Nissa, Haina, Chavón i Macoris a República Dominicana;
- Negre a Jamaica
- Grande de Patilles a Puerto Rico.

Els estuaris que es formen on els rius desaigüen a la mar creen ecosistemes i condicions de vida especials. Les condicions ecològiques bàsiques en aquest medi són d'una salinitat que fluctua al llarg de l'any, amb l'aportació d'aigües dolces carregades de matèria orgànica i nutrients, substàncies que contribueixen a la productivitat biològica i també carregades de sediments que enterboleixen el medi. A això cal afegir la influència permanent de les aigües marines costaneres que al Carib són més clares i menys fèrtils que les de qualsevol estuari.
També cal destacar el llac Maracaibo, que es connecta al Carib a través del golf de Veneçuela. És el llac més gran de Sud-amèrica, amb una superfície de 13.820 km² i un dels més antics que actualment hi ha a la Terra.

## Clima

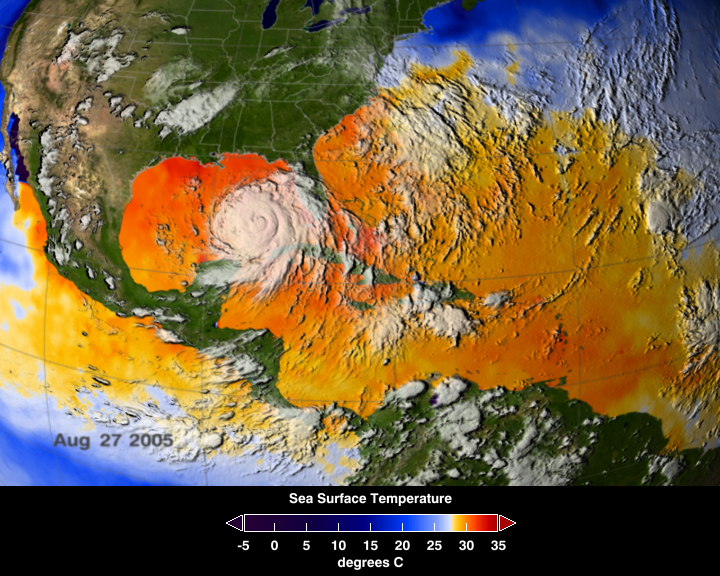
Temperatura mitjana de superfície al mar Carib entre el 25 i el 27 d'agost de 2005.

El clima del Carib és influït pels corrents oceànics del Golf i de Humboldt. La situació tropical de la mar ajuda que l'aigua es mantingui a una temperatura alta però moderada, en un rang entre 21 i 32,2 °C durant tot l'any (70 i 90 °F).
El Carib és el lloc d'origen d'alguns huracans de l'hemisferi occidental. El temps d'huracans del Carib es presenta entre els mesos de juny a desembre, i amb més intensitat entre agost i setembre. Anualment, de mitjana, es produeixen unes nou tempestes tropicals i cinc assoleixen la intensitat d'huracà. D'acord amb el Centre Nacional d'Huracans (National Hurricane Center), al Carib es van esdevenir 385 huracans entre 1494 i 1900. Els corrents d'aire que soriginen a la costa oest d'Àfrica es desplacen a través de l'oceà Atlàntic, i alguns d'aquests corrents es converteixen en tempestes tropicals i, fins i tot, es poden transformar en huracans atlàntics, especialment en àrees de baixa pressió del Carib oriental.
Els huracans són un problema anual en les illes del Carib a causa del seu caràcter destructiu. Els esculls de corall també es troben en perill de destrucció pels huracans, ja que hi dipositen una gran quantitat de sorra, fang, sediments i roques.
Huracans històrics més devastadors que es poden destacar: 
- El Gran huracà de 1780 que s'esdevingué entre el 10 i 16 d'octubre de 1780, tot passant per les Petites Antilles, Puerto Rico, República Dominicana i possiblement la Florida, deixant un saldo d'entre 22.000 i 24.000 morts.[16]
- L'huracà Mitch que es va originar al Carib colombià i va recórrer l'Amèrica Central fins a la península de Yucatán i la Florida entre el 22 d'octubre i el 5 de novembre de 1998, deixant entre 11.000 i 18.000 morts.[17]

## Flora i fauna
La flora de la mar Carib presenta una gran biodiversitat. S'estima que el Carib té unes 13.000 espècies de plantes i que més de 6.500 d'aquestes són endèmiques. Algunes de les plantes que es poden trobar són l'olivera, principalment a República Dominicana, el cainito que s'estén per tota la regió Carib, el guaiacum (flor nacional de Jamaica), la ceiba, l'arbre nacional de Puerto Rico i Guatemala, i la caoba, l'arbre nacional de la República Dominicana.

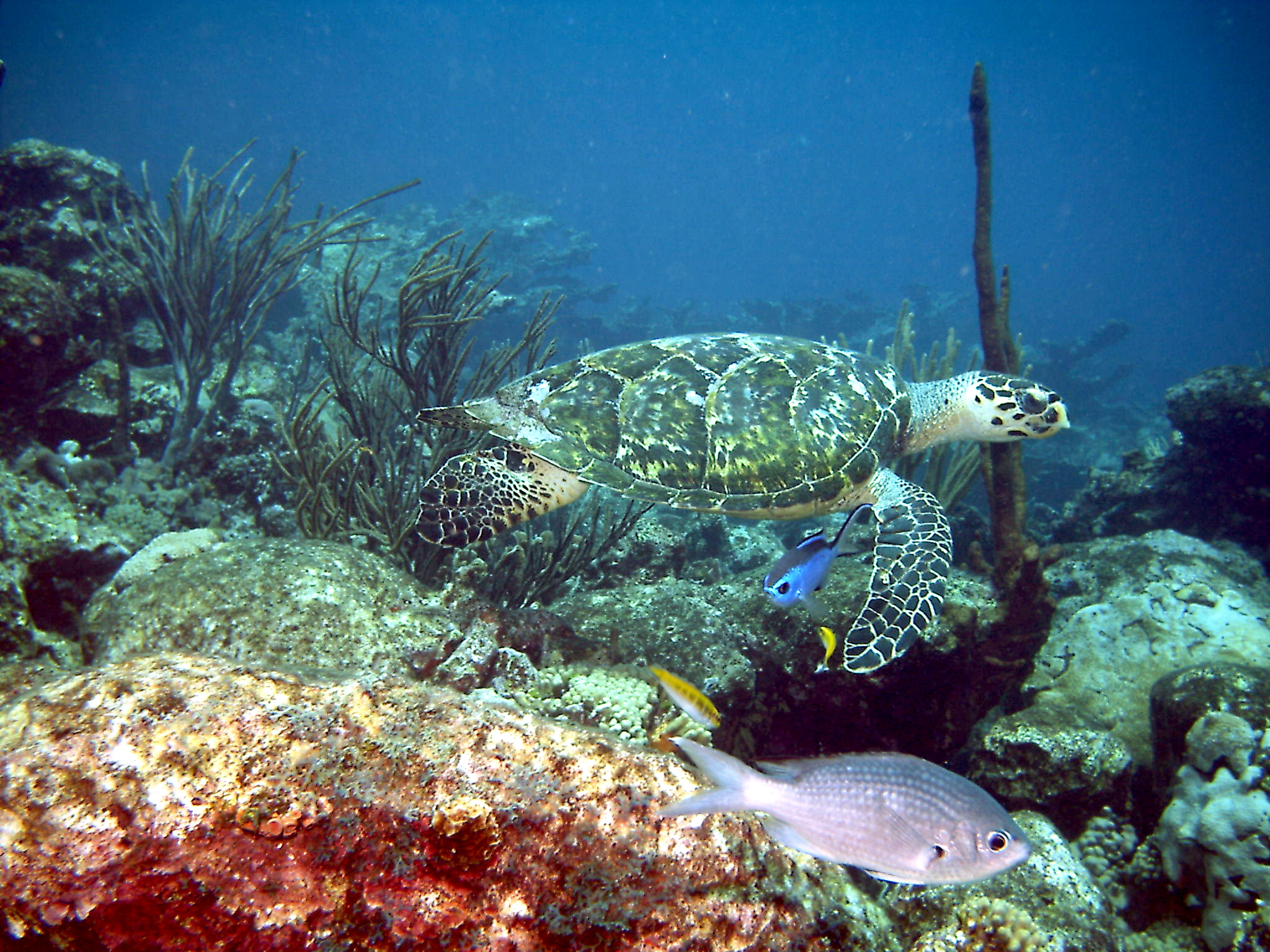
Fauna aquàtica del mar Carib a Veneçuela

La fauna del Carib és característica de clima subtropical, principalment influïda pels corrents marins calents, i és endèmica en un 42% de les seves espècies. Existeixen prop de 450 espècies de peixos, entre les que es poden esmentar la barracuda, el mero, la morena i diverses famílies dels Characiformes.
Al Carib, també es comptabilitzen unes 600 espècies d'ocells, 155 de les quals endèmiques, com les cortacubas, una espècie endèmica i una de les més antigues del Carib. La majoria de les espècies d'ocells són migratòries, com el canari del manglar i el martinet verd (Butorides virescens). D'acord amb Bidlife International, el 2006 hi havien 29 espècies d'ocells en perill d'extinció a Cuba i dos oficialment extintes.
Hi ha mig miler d'espècies de rèptils, de les quals el 94 % són endèmiques. Destaquen diverses menes d'iguanes, com la iguana verda i la iguana blava, endèmica de l'illa Gran Caiman, ambdues en perill d'extinció; també hi ha la iguana de Mona, endèmica de l'illa de Mona (Puerto Rico), i la iguana rinoceront, pròpia de República Dominicana. Una espècie rellevant és el cocodril americà que viu a les illes del Carib, Amèrica Central i el nord de Sud-amèrica, i és en perill d'extinció. Finalment, esmentarem diverses espècies de tortugues marines com la tortuga carei.
Hi ha 170 espècies d'amfibis endèmics, i, d'acord amb el raport de l'avaluació amfíbia global, el 2004, més del 80 % dels amfibis eren amenaçats a la República Dominicana, Cuba i Jamaica, i el 92 % a Haití. Espècies com el coquí daurat són en greu amenaça d'extinció.
Es comptabilitzen 90 espècies de mamífers. Entre els mamífers nadius es poden esmentar el dofí, el manatí, l'almiquí (endèmic de les Antilles), diverses espècies de ratpenats, i la balena geperuda com a espècie migratòria. Altres espècies com la foca monjo del Carib s'han extingit durant els últims segles per l'acció directa de l'home. En els darrers 1.500 anys es van extingir el 90% dels mamífers de les Antilles.

## Ecologia

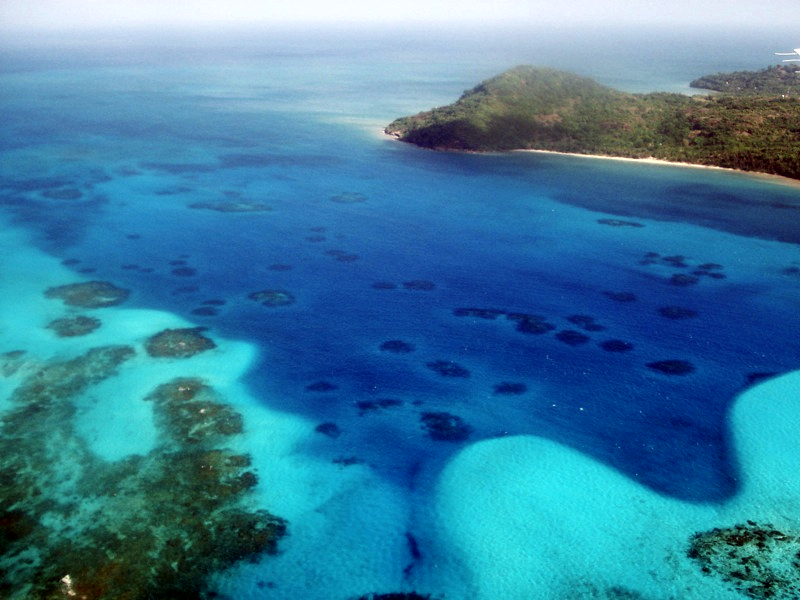
Esculls de corall a l'illa de Providència

Al Carib hi ha un 9 % dels esculls de corall de la planeta que cobreixen prop de 20.000 milles quadrades, molts d'ells localitzats fora de les illes del Carib i la costa de l'Amèrica Central. Entre ells es destaca la barrera d'esculls de Belize, amb una superfície de 96.300 hectàrees; el 1996 va ser declarat patrimoni de la humanitat. Forma part del Gran Escull Maia (també conegut com a Sistema d'Esculls Mesoamericà), que amb més de mil quilòmetres d'extensió és el segon més gros del món, cobrint les costes del Carib de Mèxic, Belize, Guatemala i Hondures. Actualment els corrents d'aigua calenta estan posant en perill aquests esculls de corall.

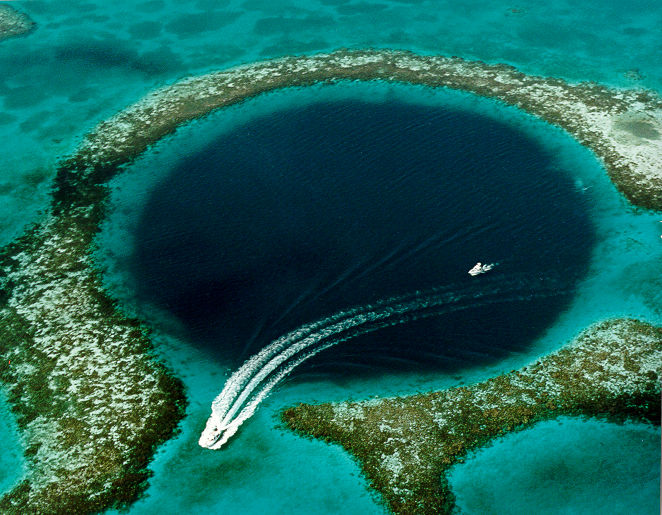
Gran forat blau a la costa de Belize

Els esculls de corall mantenen alguns dels més diversos hàbitats en el món, però són ecosistemes molt fràgils. Quan les aigües tropicals superen els 30 °C durant un llarg període, les zooxantel·les moren. Aquestes plantes proveeixen d'aliment els coralls i els donen e la color. L'emblanquiment resultant en els esculls de corall els mata i fa malbé l'ecosistema. Més d'un 42 % de les colònies de coralls s'han emblanquit completament, mentre que un 95 % experimenten alguna mana d'emblanquiment.
L'hàbitat mantingut pels esculls és crític per a algunes activitats turístiques com la pesca i el submarinisme i proveeix uns ingressos econòmics als països del Carib d'entre 3.100 i 4.600 milions de dòlars. La contínua destrucció dels esculls pot deteriorar l'economia de la regió. El 1986 va entrar en vigència el protocol de la convenció per a la protecció i el desenvolupament de l'ambient marí a la regió Carib; el propòsit és protegir la vida marina que és en perill a través de la prohibició d'activitats humanes que en poden incrementar la destrucció en diverses àrees. Actualment aquest protocol ha estat ratificat per quinze estats. També s'han format algunes organitzacions per a preservar la vida marina del Carib, com la Corporació per a la conservació del Carib que prova d'estudiar i de protegir les tortugues marines i ensenyar a la gent com protegir-les.

## Història

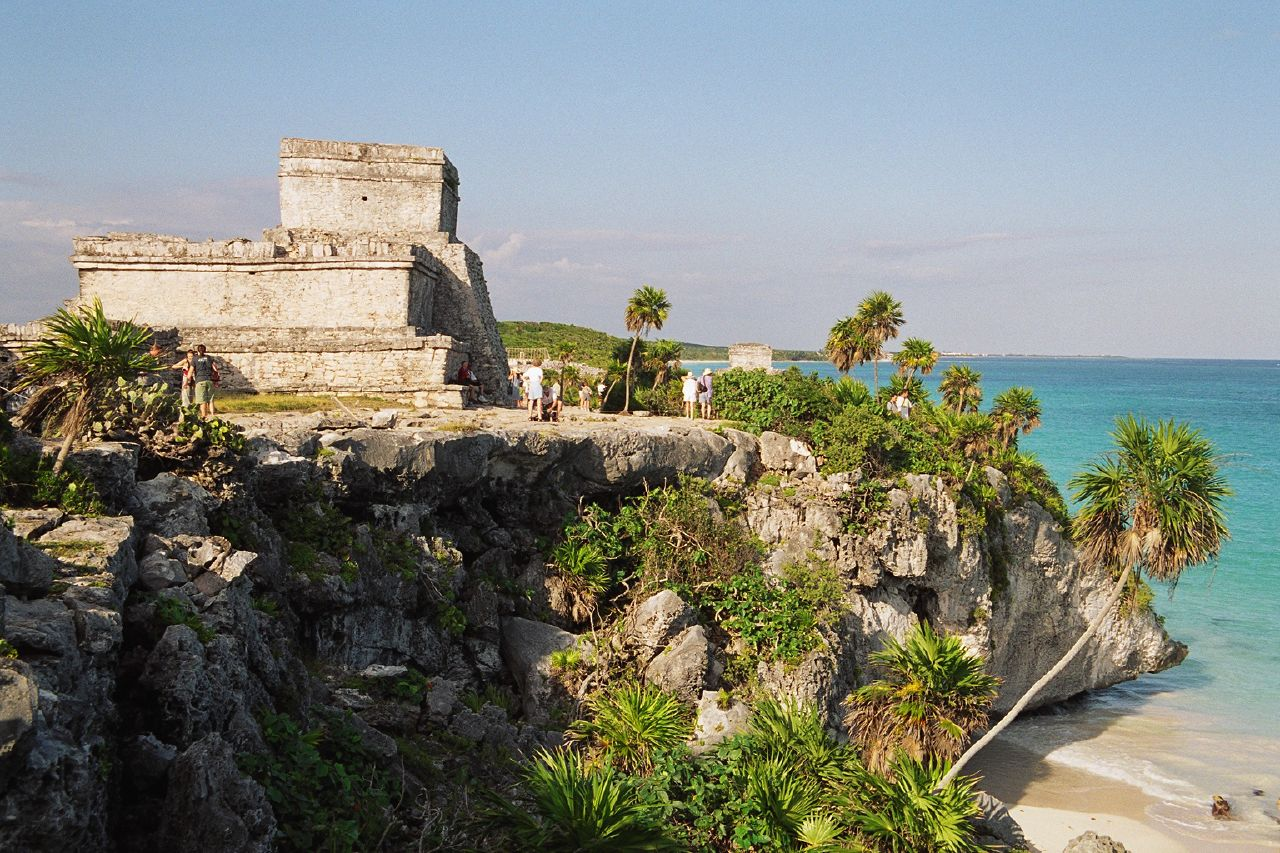
Tulum, ciutat maia a la costa del Carib de Quintana Roo (Mèxic)

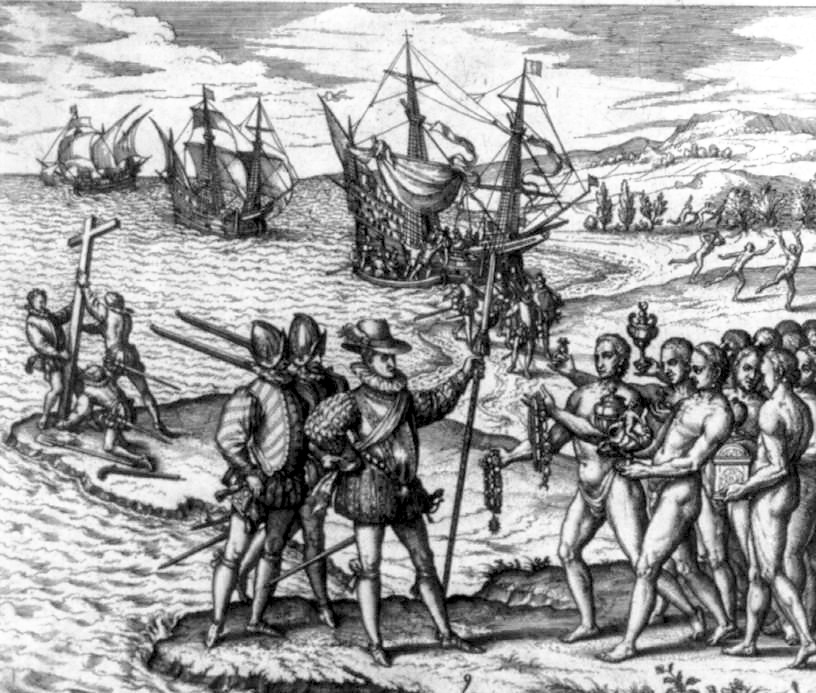
Arribada de Colom a Hispaniola el 1492

Els primers habitants de les illes Antilles van ser els taínos, tribu sedentària amb creences religioses de caràcter politeista i que destacaven per ser bons pagesos, pescadors i terrissaires; la seva llengua deriva de la dels arawak, família de la qual van procedir, migrant d'Amèrica del Sud fa aproximadament uns 3.000 anys. En el moment del descobriment, els caribs, que destacaven per les seves habilitats com a navegants i guerrers, ocupaven predominantment la regió, provinents dels marges del riu Orinoco, i estaven en plena conquesta dels territoris tainos. En les seves primeres cròniques, els europeus també afirmaven que els caribs menjaven carn humana, idea que ha quedat afaiçonada en el mot caníbal.
La mar Carib era una massa d'aigua desconeguda per Europa i Àsia fins al 1492, quan Cristòfol Colom la va navegar per primera vegada provant de trobar una ruta alternativa a l'Índia. Després del descobriment de les seves illes, l'àrea va ser ben aviat colonitzada per la civilització occidental, i esdevingué un lloc comú de les rutes comercials europees i eventualment atractiu a la pirateria. El 1495, els Reis Catòlics van permetre a tots els seus súbdits de tripular naus en direcció a les Índies, tot just descobertes, cosa que va fer que moltes embarcacions es llancessin a l'Atlàntic sense la necessària preparació i eren presa fàcil dels "llops de mar". A les costes del Carib, durant aquella època es desenvolupaven algunes de les fires comercials més famoses, com la de Portobelo, que durava 40 dies, població atacada constantment pels pirates, per la qual cosa a finals del segle xvi, els castellans hi van construir molt a prop el fort de Sant Lorenzo. Aquest mateix problema es va donar en altres ports del Carib com a Cartagena d'Índies i l'Havana, on es van construir sengles defenses militars, treball per al qual van ser transportats molts grups d'esclaus africans a la regió.

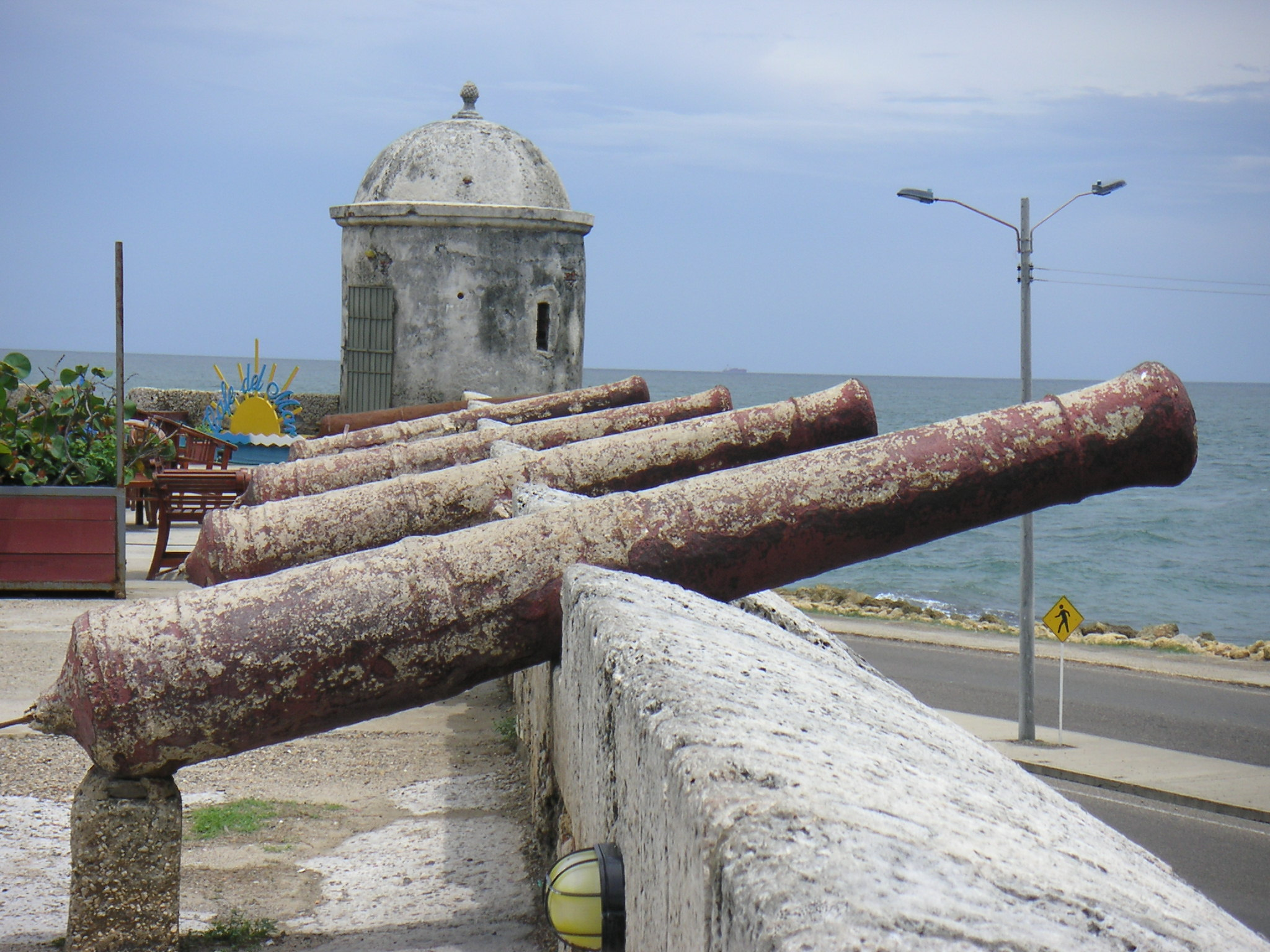
Muralles a Cartagena d'Índies

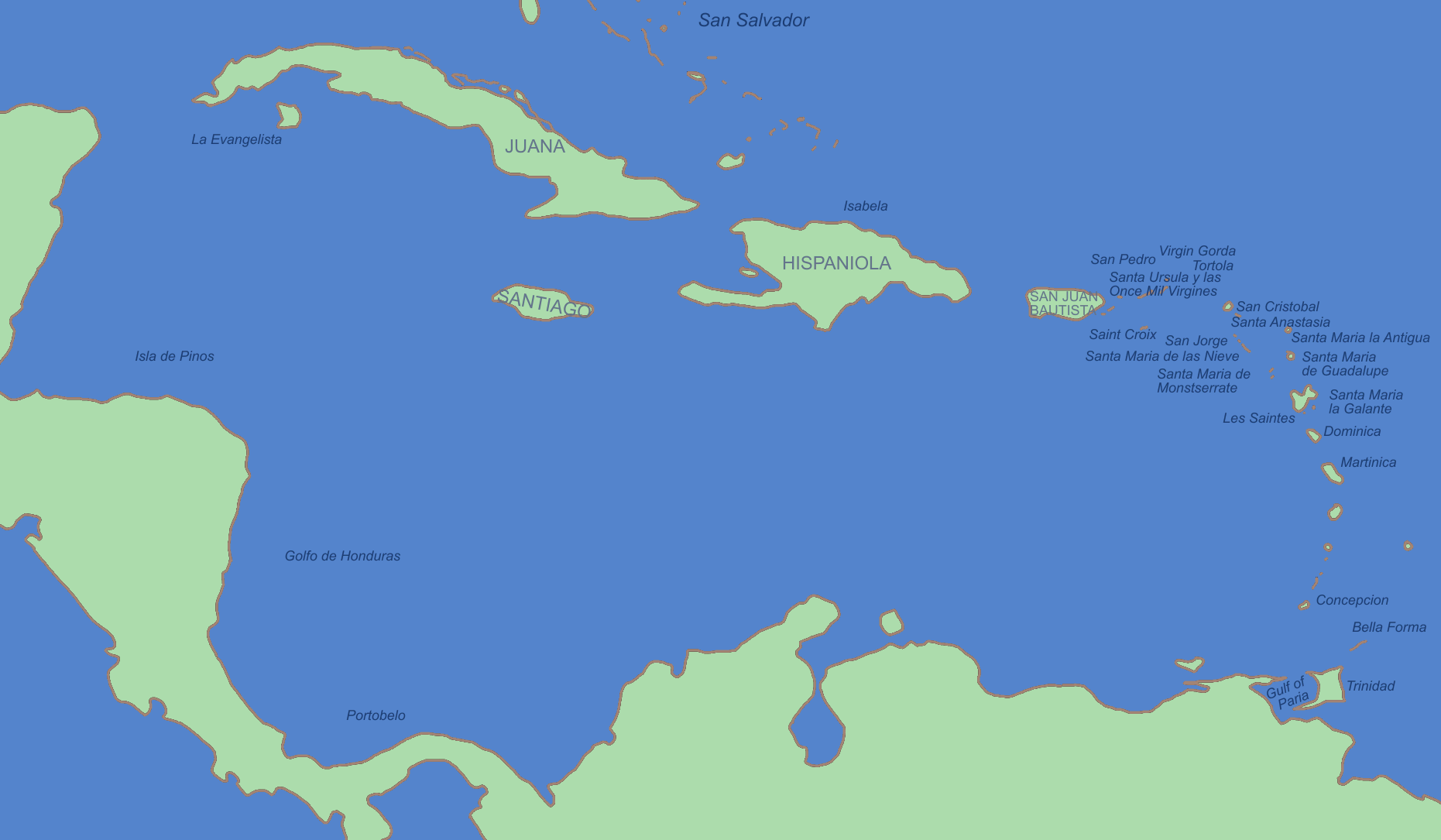
El Carib al segle XVI

Poc després del seu descobriment i ocupació per part d'Espanya, el territori del Carib va cridar l'atenció de les corones anglesa i francesa, que van enviar marins experimentats a la conquesta de territoris i van fer seves les illes de Martinica i de Guadalupe, per part de França, i Antigua, Montserrat, Barbados i Jamaica, pel Regne Unit, i van esdevenir les possessions més importants que va perdre l'Imperi Espanyol al Carib. El 1625 es va conformar a l'illa de la Tortuga, una base on corsaris i bucaners d'ambdues nacionalitats que es van associar per atacar vaixells procedents de les colònies espanyoles i, fins a finals del segle xvii, d'allà partien expedicions per a assetjar les ciutats costaneres. Una altra famosa base de pirates es va establir el 1656 a Port Royal, Jamaica, fins a la destrucció parcial per un terratrèmol esdevingut el 7 de juny de 1692. A la regió van ser molt famosos i temuts alguns pirates com Morgan, François L'Olonnais i Barbanegra, entre d'altres.
Del segle xix en endavant alguns territoris es començaren a independitzar dels països colonitzadors, encara que actualment algunes possessions franceses, angleses i holandeses continuen sota l'administració europea. En les seves aigües hi ha 22 territoris insulars i 12 països, entre els quals Cuba va ser el darrer país a independitzar-se d'Espanya l'any 1898.
El 1903, amb la intervenció imperial dels Estats Units, es va separar Panamà de Colòmbia i es va construir el canal de Panamà, que comunica la mar Carib amb l'oceà Pacífic. Va ser inaugurat el 15 d'agost de 1914, i va ser administrat pels Estats Units fins al 31 de desembre de 1999.
El 12 de desembre de 2001, els caps d'estat i de govern dels països membres de l'Associació d'Estats del Carib, reunits a l'Illa de Margarita (Veneçuela), van adoptar la Declaració de Margarita, «reconeixent la mar Carib com a patrimoni comú de la regió, i un actiu que no pot ser valorat, al qual donem prioritat a la seva conservació», amb l'objectiu de la «consolidació d'una identitat caribenya pròpia». S'han compromès «a establir la regió del Gran Carib com una Zona de Cooperació», que «consistirà inicialment en accions conjuntes en les àrees de prioritat de l'AEC, és a dir, comerç, turisme sostenible, transport i desastres naturals».

## Economia i activitat humana

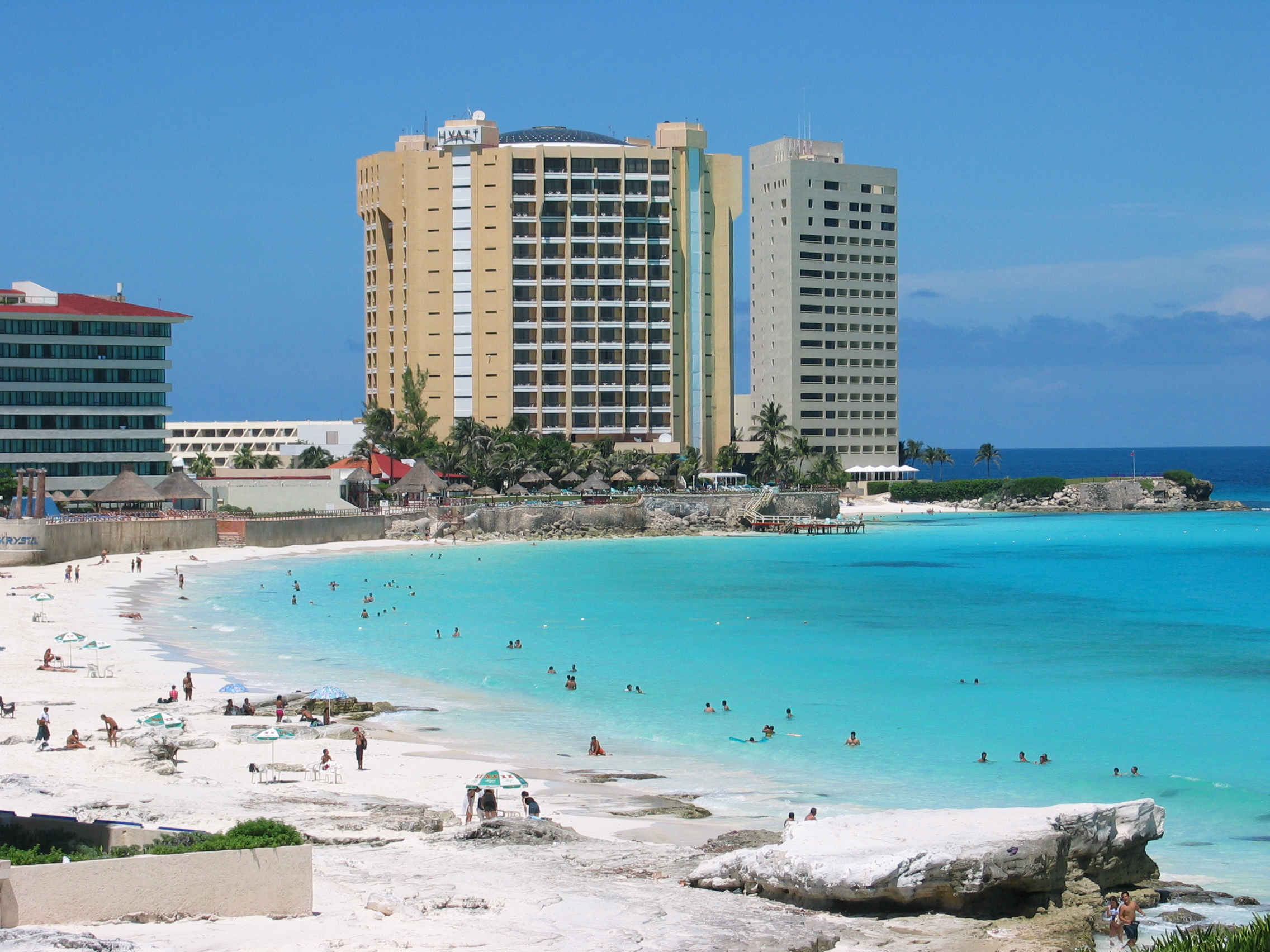
Zona hotelera de Cancun (Mèxic)

La regió Carib ha experimentat un increment significatiu en l'activitat humana d'ençà del seu període de colonització. La mar és una de les àrees de producció de petroli més grans del món, amb aproximadament 170 milions de tones anuals. Al Carib veneçolà es troben importants jaciments de petroli i gas natural, els quals reporten una producció de 3.081 milions de barrils diaris de petroli (2005) i de 29,7 milers de milions de metres cúbics de gas (2003). L'àrea també genera una gran indústria pesquera en els països que l'envolten, comptabilitzant mig milió de tones de peix anuals. Així mateix, és una gran productora de canya de sucre amb una producció anual que arriba a les 30 milions de tones el 2005, cosa que representa aproximadament un 2 % de la producció mundial.
L'activitat humana en l'àrea també comptabilitza un significatiu increment de la pol·lució. Les estimacions de l'Organització Panamericana de la Salut de 1993 informen que tan sols un 10 % dels residus d'Amèrica Central i les illes del Carib són tractats de manera adequada.
La mar Carib és una de les meques del turisme internacional. L'Organització del Turisme del Carib calcula que gairebé 12 milions de turistes visiten la regió durant tot l'any. El Carib és una de les principals destinacions dels creuers en el món. L'Organització del Turisme del Carib també va estimar que entre 1991 i 1992 es van rebre 8 milions de turistes que van viatjar en creuers. Entre els llocs preferits pels visitants i turistes hi ha l'illa de Puerto Rico, la República Dominicana, Cuba, Jamaica, Aruba, Barbados, les Illes Verges, Sant Martin, Costa Rica, Trinitat o Margarita a Veneçuela; també les ciutats de Cancun, Playa del Carmen i Cozumel, així com el parc eco-arqueològic Xcaret, en la Riviera Maya; Majahual, Xcalak i Riu Huachen en la ruta Costa Maya de Mèxic; o Cartagena d'Índies, San Andrés y Providencia i Santa Marta a Colòmbia; Puerto La Cruz, Barcelona, Illa d'Ocells, Los Roques, Punt Fix, Choroni, Tucacas, Barlovento a Veneçuela; Bocas del Toro, Colón, Kuna Yala i el Canal de Panamà a Panamà, per només anomenar alguns dels seus innombrables destinacions.

## Cultura

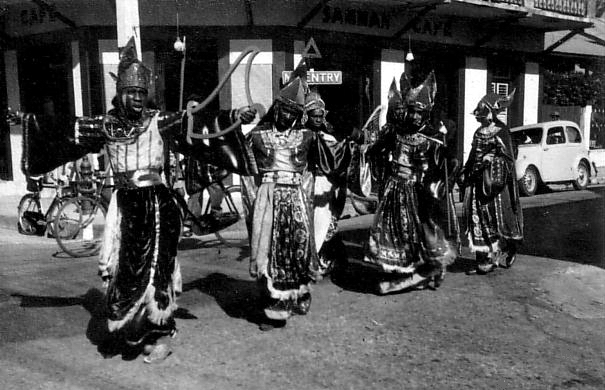
Carnaval de Puerto España a Trinitat i Tobago (1950)

El Carib és l'escenari d'inspiració de diverses obres literàries i films relacionats amb pirateria i fantasia, gènere en què destaquen autors com Daniel Defoe i Robert Louis Stevenson, entre d'altres. Entre els films de ficció caracteritzats geogràficament al Carib hi ha els films Pirates of the Caribbean: The Curse of the Black Pearl i alguns de James Bond. Una adaptació de la primera sèrie de films es representa en un parc de Disneyland. La vida i costums dels habitants del Carib també ha estat representada en obres literàries amb autors com el novel·lista cubà Alejo Carpentier, el dominicà Juan Bosch, el santaluciano Derek Walcott i el colombià Gabriel García Márquez, entre d'altres.
La regió del Carib és el bressol de diversos tipus de música, i en concret de ritmes musicals molt coneguda arreu del món com:
- el reggae i l'ska procedents de Jamaica;[53]
- el merengue i la bachata de la República Dominicana;
- el calipso de Trinitat i Tobago; el reggaeton comparteix els seus orígens entre Puerto Rico i Panamà;[54]
- el son cubà i son montuno originaris de Cuba;
- la cúmbia, el porro i el vallenato de la costa del Carib colombiana.[55]

Un dels esports més populars al Carib és el beisbol, del qual es fa una competició regional anual anomenada la Sèrie del Carib. També hi destaquen el criquet a les Antilles de parla anglesa i, fa menys anys, el futbol amb totes les associacions afiliades a la CONCACAF. D'altra banda, l'esdeveniment multiesportiu regional que reuneix els representants del Carib són els Jocs Centroamericanos i del Carib, que se celebren cada quatre anys d'ençà de 1926, i que és la competència multiregional més antiga vigent actualment.
A l'àrea de la mar Carib es parlen una gran varietat d'idiomes a causa de la diversitat d'orígens de la seva població. Entre els més assenyalats es poden esmentar els següents: 
- espanyol, a Mèxic, Cuba, República Dominicana, Puerto Rico i costes de Centre i Sud-amèrica - incloent arxipèlags d'aquests països;
- anglès, a Jamaica (pidgin), Illes Verges, Bahames, Antigua i Barbuda, Dominica, Granada, Saint Kitts i Nevis, Saint Vincent i les Grenadines, Saint Lucia, Trinitat i Tobago, Barbados, illes Caiman, Anguilla, Bermuda, Illes Turks i Caicos, Barcelona;
- crioll sanandresano a les illes de San Andrés i Providencia a Colòmbia;
- francès (Haití (créole), Guadalupe, Martinica, Sant Martí, Sant Bartomeu);
- neerlandès (Bonaire (Papiamento), Curaçao (Papiamento), Saba, San Eustaquio, Sant Martí i Aruba).[58]

La religió predominant és la catòlica (República Dominicana, Puerto Rico, Jamaica, Antigua i Barbuda, Saint Lucia, Illes Caiman, Dominica, Antilles Holandeses, costes de Centre i Amèrica del Sud), encara que en algunes illes es practica el protestantisme (Barbados), l'hinduisme (una de les més representatives a Trinitat i Tobago), l'anglicanisme (Barcelona, Saint Vincent i les Grenadines), i en altres es practica la santeria (Cuba), el vudú (Haití) i el rastafarisme, una de les més representatives a Jamaica.